# Соловецки камък
Соловецкият камък е паметник на жертвите на политическите репресии в СССР и специално по времето на Сталин.  
Паметникът е поставен на 30 октомври 1990 г. в Москва в близост до бившата централа на КГБ (през времето на Сталин НКВД) на Лубянка. Представлява камък, взет от Соловецките острови в Бяло море (Русия). На тези острови се намира първият голям лагер за политически затворници в Съветския съюз. Подобни камъни са поставени и в други градове като например Санкт Петербург.